# Agapetus loxozona
Agapetus loxozona är en nattsländeart som beskrevs av Wolfram Mey 1997. Agapetus loxozona ingår i släktet Agapetus och familjen stenhusnattsländor. Inga underarter finns listade i Catalogue of Life.